# Exodos
L’exodos (grec ancien ἔξοδος, éksodos, « sortie ») est la dernière partie de la tragédie grecque antique. Elle correspond à ce moment où le chœur quitte l’orchestra par les parodoï.
C'est pour Aristote la troisième partie parlée de la tragédie grecque antique, après le prologue et les épisodes. Le dialecte utilisé est l'ionien-attique, parlé à Athènes. Le mètre utilisé est de rythme iambique (trimètre iambique, sauf rares exceptions), jugé le plus naturel par Aristote.
Parfois un kommos peut y ajouter des parties chantées. Ainsi, l’exodos des Perses d'Eschyle contient 22 vers anapestiques en récitatif (vv. 909-930) puis un kommos de 147 vers lyriques chantés par Xerxès Ier et le chœur tour à tour (931-1076). L’exodos est donc aussi le pendant de la parodos, chant d'entrée du chœur : ces deux parties sont dans Les Perses partiellement dites en récitatif psalmodié, registre intermédiaire entre le parlé et le chanté, à base d'anapestes.
C'est dans l’exodos qu'Euripide aime à utiliser le procédé du deus ex machina.
L’exodos tire la leçon de la pièce, comme font les derniers vers d’Œdipe-Roi de Sophocle : « Ô habitants de Thèba, ma patrie, voyez ! Cet Oidipous qui devina l’énigme célèbre ; cet homme très-puissant qui ne porta jamais envie aux richesses des citoyens, par quelle tempête de malheurs terribles il a été renversé ! C’est pourquoi, attendant le jour suprême de chacun, ne dites jamais qu’un homme né mortel a été heureux, avant qu’il ait atteint le terme de sa vie sans avoir souffert. »